# Víctor Hugo Antelo
Víctor Hugo Antelo Bárba (* 2. November 1964 in Santa Cruz de la Sierra) ist ein ehemaliger bolivianischer Fußballspieler und heutiger -trainer. Der Stürmer wurde mehrmals bolivianischer Meister sowie Torschützenkönig und ist mit 350 Ligatoren der erfolgreichste Torjäger der Primera División de Bolivia.

## Karriere

### Verein
Víctor Hugo Antelo, auch unter dem Spitznamen Tucho bekannt, begann im Amateurfußball bei Club Universidad in seiner Heimatstadt Santa Cruz de la Sierra. 1983 kam der Stürmer in den Profifußball und spielte für Oriente Petrolero. Dort schoss der Torjäger 144 Ligatore in 221 Spielen und wurde 1984 sowie 1985 Torschützenkönig der Primera División de Bolivia. Nach seinem Wechsel zu Real Santa Cruz wurde der Offensivspieler 1990 erneut Torschützenkönig der Liga. Nach einem halben Jahr bei Club Blooming spielte Antelo bei Fujita Kogyo in Japan, kehrte aber zum Club Blooming zurück. Danach spielte Antelo für weitere Vereine in der höchsten Spielklasse Boliviens und gewann mit Club Bolívar 1992 und 1994 zweimal die Meisterschaft. Dies gelang ihm bei seiner Rückkehr zum Club Blooming 1998 und 1999 erneut. In diesen beiden Jahren wurde Antelo jeweils wieder Ligatorschützenkönig.
Antelo kommt somit auf vier gewonnene Meisterschaften und erhielt sieben Mal die Auszeichnung als bester Torschütze der Liga. Daneben hält der Angreifer einen Rekord, bei dem er in zwölf aufeinanderfolgenden Spielen 18-mal traf. In der Copa Libertadores traf Antelo in 46 Spielen 21-mal.

### Nationalmannschaft
Víctor Hugo Antelo spielte zwölf Mal in der Nationalmannschaft und schoss drei Tore. Sein Debüt gab der Stürmer im Februar 1985 beim Freundschaftsspiel gegen die DDR. Das einzige große Turnier war für Antelo die Copa América 1999. Dort stand er bei den beiden Unentschieden gegen Paraguay und Japan auf dem Feld. Bolivien schied als Gruppendritter aus. Bei der Copa América 1987 war er zuvor nominiert worden, blieb jedoch ohne Turniereinsatz. Das letzte Länderspiel absolvierte Antelo im April 2000 beim 1:1-Unentschieden in der Qualifikation zur Weltmeisterschaft 2002 gegen Kolumbien.

### Trainer
Drei Monate nach Beendigung der aktiven Laufbahn begann Víctor Hugo Antelo 2001 seine Trainerlaufbahn. Mit Oriente Petrolero wurde der frühere Top-Torjäger direkt bolivianischer Meister; die erste Meisterschaft seit elf Jahren und die dritte Meisterschaft insgesamt für den Klub. Danach trainierte Antelo noch weitere Klubs aus der ersten Liga Boliviens wie Club Blooming, Club The Strongest oder Club Bolívar, doch bislang konnte er diesen Erfolg nicht wiederholen.

## Erfolge

### Spieler

#### Verein
Bolívar
- Bolivianischer Meister: 1992, 1994

Blooming
- Bolivianischer Meister: 1998, 1999

#### Persönliche Erfolge
- Torschützenkönig der Primera División de Bolivia (7): 1984, 1985, 1989, 1993, 1997, 1998, 1999

### Trainer
Oriente Petrolero
- Bolivianischer Meister: 2001